# Schistomerus
Schistomerus is een geslacht van kevers uit de familie  waterroofkevers (Dytiscidae).
Het geslacht is voor het eerst wetenschappelijk beschreven in 1957 door Palmer.

## Soorten
Het geslacht omvat de volgende soort:
- Schistomerus californense Palmer, 1957